# أوم (ون بيس)
مربي السماء أوم , هو أحد شخصيات أنمي ومانغا ون بيس , و هو الكاهن الرابع لإينيل , و يقوم بمعاقبة المجرمين بمحنة الحديد، حيث يقوم بتقطيع ضحاياه إلى قطع صغيرة من قبل فخاخ الاشواك الحادة جدا، وهو أقوى الكهنة الأربعة.

## مظهره
أوم هو رجل طويل القامة أصلع تماما، ولديه عضلات، وهو كغيره من البيركانس يمتلك أجنحة صغيرة خلف ظهره، وهو دائما يرتدي زوج من النظارات الشمسية التي تنتهي بنهايتان مدببتان، ويوجد على ذراعه اليمنى وشم، ويوجد وشم آخر على قرب من كفه يشبه السوار بنفسجي اللون 

يرتدي أوم قميص بدون أكمام لونه أخضر داكن، ويرتدي سروال رمادي واسع قليلا، ولديه الكثير من الجيوب على بنطاله، ويرتدي وشاح أبيض اللون في مكان الحزام ويربط به بنطاله يشبه الوشاح الذي يرتديه سيده إينيل , و يرتدي أحذية جلدية سوداء وتحتها من الداخل ضمادات، أوم دائما يحمل سلاحه على كتفه، وهو سيف هائل الحجم أبيض اللون (وينتهي السيف بغمد احمر اللون كأنه كرة) , و دائما ما يركب أوم على كلبه العملاق (هولي).

## شخصيته
أوم شخصية هادئة وهدفه جاد دائما، كما أنه ذكي، ويقول على أن الشعب يجب أن يصبح حرا، ويقصد بذلك قتلهم ليصبحوا أحرار، وعلى عكس إينيل فأوم صادق في كلامه، وهو دائما يشعر بالحزن على الناس الجشعون، ويرى بحثهم عن الثروة مثيرا للشفقة والضعف.

## قوته وقدراته
أوم يمتلك كلبه العملاق أصفر اللون الذي يدعى (هولي) , و دائما ما يركب أوم على ظهره ببساطة، وقد علم أوم كلبه على كيفية القتال والدفاع عن النفس واستخدام فنون القتال، لذلك يمكن اعتبار أوم نفسه يمتلك فنون القتال المحترفة والدفاع عن النفس.

### محنة الحديد
محنة أوم هي محنة الحديد، تتألق من أشواك حديدية، وتظهر أشوك مفاجأة من أسفل الأرض عندما يحاول الخصم الهرب ويضغط على المفاتيح أو أرضية المحنة، وفرصة النجاة من هذه المحنة هي 0% حتى تمكن رورونوا زورو من هزيمته بصعوبة، وبالأضافة إلى ذلك فمحنته مكونة من أشواك عملاقة حادة تحوط المنطقة حتى من فوق وهي اسلاك قوية وحادة و سميكة تكون مايشبه القفص الحاد، وتقوم بمنع الضحايا من الهرب، مما يجعلها أرضا للمواجهة، وبذلك تقوم منع الخصم من الهرب بينما يقوم أوم باختراق قلب خصمه بواسطة سيفه.

### المانترا
أوم يمتلك الهاكي من نوع كينبونشوكو أوم هاكي التنبؤ، ولكنه يعرف بالسماء باسم مانترا أو الكلمة السحرية، ويمكنه تنبؤ أفكار الخصم وبما يريد فعله، ولكنه لايمكنه التنبؤ من بعض الأفعال التي قد تضر بخصمه، وقد تمت هزيمته من قبل رورونوا زورو بواسطة مدفع 108 باوند، وقد اخترقت جدار أوم الصلب المكون بواسطة سيفه (السوط إيزن).

### أسلحة
يستخدم أوم سيف ضخم أبيض اللون اسمه (السوط إيزن) و هو سيف كاتنا مكون من غيمة الحديد، ويمكنه تحويل سيفه إلى جدار حديدي أو مطرقة أو يمكنه إطلاقه كسوط، وأخيرا يمكنه جعل سيفه عملاق.

## علاقاته
أوم لم يكن يمتلك صداقة جيدة مع بقية الكهنة الثلاثة الذين هم شوار، غيداتسو و ساتوري , و كانوا يتنافسون بمن يقتل مجرمين أكثر، وأحيانا كانوا يتقاتلون فيما بعضهم ليعرفوا من الاقوى، وبالطبع أوم هو أقوى الكهنة.

## تاريخه

### أحداث سكايبيا
ظهر أوم أول مرة عندما كان هو مع ساتوري وشورا و غيداتسو يتنافسون لقتل أحد المجرمين الذي انتهى به الحال بساعقة قوية من قبل إينيل

و بعد أن تمكن تشوبر من هزيمة غيداتسو، ودخل تشوبر محنة الحديد لكنه هزم بضربة واحدة من قبل اوم وقد خرج تشوبر من لعبة التحمل، وقد عثر زورو على تشوبر فاقد الوعي ساقطا على الأرض ملطخا بالدماء، ومع ذلك لم يتفاخر اوم بهزيمته لتشوبر بضربة واحدة، وقام بتفسير محنته، ولم يتحرك أوم لأنه لا يحتاج إلى التحرك ليهزم خصمه داخل محنته محنة الحديد أقوى محنة 

و بعدها تقاتل أوم مع زورو الذي كان يلاحق من قبل بعض أهل شانديا أو وايبر، وقد تمكن أوم بمساعدة هولي من هزيمة وايبر وزورو، وعلى الرغم من ان اوم تمكن من تنبؤ هجمة زورو إلا أن زورو انتظر ان يقوم أوم بتغير وضع سيفه والهجوم بضربة مدفع 108 باوند وقضى عليه وكان هذا أول ظهور لهذه الحركة 

و بعد أن تمت هزيمة إينيل , قام الشاندوريين والسكايبين من رمي جميع الكهنة بسحابة الصحراء ونفيهم.

## ألعاب الفديو

### متاح للعب
- ون بيس المغامرة الكبرى
- ون بيس لعب البيسبول
- ون بيس معركة 3

### غير متاح
- ون بيس جولة حول الأرض.

## معاركه
- أوم ضد شورا ضد غيداتسو

النتيجة : تدخل إينيل و إيقافهم
- أوم ضد توني توني تشوبر

النتيجة : فوز أوم بضربة واحدة
- أوم وهولي ضد رورونوا زورو و وايبر

النتيجة : فوز أوم وهولي
- أوم ضد رورونوا زورو

النتيجة : فوز زورو

## إسرار عنه
«أوم» هو أقدس مقطع في الهندوسية ويغني بها معظمهم بالتراتيل 

و أوم (Ω) هو وحدة لقياس المقاومة الكهربائية، وهذا يستدل عليه فأن أوم هو الأقرب لإينيل صاحب القوة الكهربائية

أوم الكاهن الوحيد الذي اسمه ليس من البوذية

أوم هو الكاهن الوحيد الذي لا يرتدي قفازات

كما كانت محنة الحديد الخاصة به أقل نسبة نجاة بنسبة 0% و هي أقل نسبة من المحن الأربعة، وهو آخر الكهنة الذي تمت هزيمته، وهذا يدل على أنه اقوى كهنة إينيل الأربعة ويعتبر نائبه.